# دوري أوروبا 2013–2014 مرحلة خروج المغلوب
مرحلة خروج المغلوب في دوري أوروبا 14–2013 سوف تبدأ يوم 20 فبراير 2014 على أن تختتم يوم 14 مايو عام 2014 عندما تلعب المباراة النهائية على استاد يوفنتوس في تورينو، إيطاليا. سيتنافس ما مجموعه اثنين وثلاثين فرق في مرحلة خروج المغلوب.
الأوقات لغاية 29 مارس 2014 (دور الـ16) حسب ت.و.أ، ثم بعد ذلك تصبح (الدور ربع النهائي وما بعده) الأوقات حسب ت.و.أ.ص (ت ع م+2).

## الفرق المتأهلة
| مفتاح الألوان              |
| -------------------------- |
| مصنف في قرعة دور الـ32     |
| غير مصنف في قرعة دور الـ32 |

| المجموعة | الفائز             | الوصيف               |
| -------- | ------------------ | -------------------- |
| A        | فالنسيا            | سوانزي سيتي          |
| B        | لودوغورتس رازغراد  | تشورنومورتس أوديسا   |
| C        | رد بول سالزبورغ    | إسبيرغ               |
| D        | روبين كازان        | ماريبور              |
| E        | فيورنتينا          | دنيبرو دنيبروبتروفسك |
| F        | آينتراخت فرانكفورت | مكابي تل أبيب        |
| G        | جينك               | دينامو كييف          |
| H        | إشبيلية            | سلوفان ليبرتس        |
| I        | ليون               | ريال بتيس            |
| J        | طرابزونسبور        | لاتسيو               |
| K        | توتنهام هوتسبر     | آنجي ماخاتشكالا      |
| L        | اي زي              | باوك                 |

| مجموعة | فريق          | لعب | ف | ت | خ | له | عليه | ف.أ | نقاط |
| ------ | ------------- | --- | - | - | - | -- | ---- | --- | ---- |
| F      | نابولي        | 6   | 4 | 0 | 2 | 10 | 9    | 1+  | 12   |
| C      | بنفيكا        | 6   | 3 | 1 | 2 | 8  | 8    | 0   | 10   |
| A      | شاختار دونتسك | 6   | 2 | 2 | 2 | 7  | 6    | 1+  | 8    |
| E      | بازل          | 6   | 2 | 2 | 2 | 5  | 6    | 1−  | 8    |
| H      | آياكس         | 6   | 2 | 2 | 2 | 5  | 8    | 3−  | 8    |
| B      | يوفنتوس       | 6   | 1 | 3 | 2 | 9  | 9    | 0   | 6    |
| G      | بورتو         | 6   | 1 | 2 | 3 | 4  | 7    | 3−  | 5    |
| D      | فيكتوريا بلزن | 6   | 1 | 0 | 5 | 6  | 17   | 11− | 3    |

قواعد الترتيب: 1. النقاط؛ 2. فارق الأهداف؛ 3. الأهداف المسجلة؛ 4. الأهداف المسجلة خارج الديار؛ 5. انتصارات؛ 6. انتصارات خارج الديار؛ 7. معامل النادي.

## دور الـ32
سبحت القرعة يوم 16 ديسمبر 2013. وتقام مباريات الذهاب في 20 فبراير، ومباريات الإياب في 27 فبراير 2014.
| الفريق الأول         | إجم. | الفريق الثاني      | مباراة الذهاب | مباراة الإياب |
| -------------------- | ---- | ------------------ | ------------- | ------------- |
| دنيبرو دنيبروبتروفسك | 1    | توتنهام هوتسبر     | 1–0           | 27 فبراير     |
| ريال بتيس            | 2    | روبين كازان        | 1–1           | 27 فبراير     |
| سوانزي سيتي          | 3    | نابولي             | 0–0           | 27 فبراير     |
| يوفنتوس              | 4    | طرابزونسبور        | 2–0           | 27 فبراير     |
| ماريبور              | 5    | إشبيلية            | 2–2           | 27 فبراير     |
| فيكتوريا بلزن        | 6    | شاختار دونتسك      | 1–1           | 27 فبراير     |
| تشورنومورتس أوديسا   | 7    | ليون               | 0–0           | 27 فبراير     |
| لاتسيو               | 8    | لودوغورتس رازغراد  | 0–1           | 27 فبراير     |
| إسبيرغ               | 9    | فيورنتينا          | 1–3           | 27 فبراير     |
| آياكس                | 10   | رد بول سالزبورغ    | 0–3           | 27 فبراير     |
| مكابي تل أبيب        | 11   | بازل               | 0–0           | 27 فبراير     |
| بورتو                | 12   | آينتراخت فرانكفورت | 2–2           | 27 فبراير     |
| آنجي ماخاتشكالا      | 13   | جينك               | 0–0           | 27 فبراير     |
| دينامو كييف          | 14   | فالنسيا            | 0–2           | 27 فبراير     |
| باوك                 | 15   | بنفيكا             | 0–1           | 27 فبراير     |
| سلوفان ليبرتس        | 16   | اي زي              | 0–1           | 27 فبراير     |

### مباراة الذهاب
| آنجي ماخاتشكالا | 0–0   | جينك |
| --------------- | ----- | ---- |
|                 | تقرير |      |

| دنيبرو دنيبروبتروفسك    | 1–0   | توتنهام هوتسبر |
| ----------------------- | ----- | -------------- |
| كونوبليانكا 81' (ركلة.) | تقرير |                |

| يوفنتوس                    | 2–0   | طرابزونسبور |
| -------------------------- | ----- | ----------- |
| أوسفالدو 16' · بوغبا 90+4' | تقرير |             |

| تشورنومورتس أوديسا | 0–0   | ليون |
| ------------------ | ----- | ---- |
|                    | تقرير |      |

| إسبيرغ     | 1–3   | فيورنتينا                                      |
| ---------- | ----- | ---------------------------------------------- |
| بوشيتش 10' | تقرير | ماتري 9' · إيليتشيتش 15' · آكيلاني 37' (ركلة.) |

| دينامو كييف | 0–2   | فالنسيا                   |
| ----------- | ----- | ------------------------- |
|             | تقرير | فارغاس 79' · فاغولي 90+1' |

| باوك | 0–1   | بنفيكا   |
| ---- | ----- | -------- |
|      | تقرير | ليما 59' |

| سلوفان ليبرتس | 0–1   | اي زي       |
| ------------- | ----- | ----------- |
|               | تقرير | فيرغيفر 89' |

| ريال بتيس | 1–1   | روبين كازان        |
| --------- | ----- | ------------------ |
| ديداك 3'  | تقرير | إرمنكو 74' (ركلة.) |

| سوانزي سيتي | 0–0   | نابولي |
| ----------- | ----- | ------ |
|             | تقرير |        |

| ماريبور                  | 2–2   | إشبيلية                |
| ------------------------ | ----- | ---------------------- |
| تافاريس 33' · فرشيتش 81' | تقرير | غاميرو 47' · فازيو 72' |

| فيكتوريا بلزن | 1–1   | شاختار دونتسك |
| ------------- | ----- | ------------- |
| تيتسل 62'     | تقرير | أدريانو 65'   |

| لاتسيو | 0–1   | لودوغورتس رازغراد |
| ------ | ----- | ----------------- |
|        | تقرير | بزياك 45'         |

| آياكس | 0–3   | رد بول سالزبورغ                      |
| ----- | ----- | ------------------------------------ |
|       | تقرير | سوريانو 14' (ركلة.)، 35' · مانيه 21' |

| مكابي تل أبيب | 0–0   | بازل |
| ------------- | ----- | ---- |
|               | تقرير |      |

| بورتو                    | 2–2   | آينتراخت فرانكفورت                  |
| ------------------------ | ----- | ----------------------------------- |
| كاريزما 44' · فاريلا 68' | تقرير | جوسيلو 72' · ألكس ساندرو 77' (ه.ع.) |

ملاحظات
1. ^ آنجي ماخاتشكالا سوف يلعب مباراته البيتية في استاد ساتورن، رامنسكويه بدلاً من ملعبه المعتاد، آنجي أرينا في ماخاتشكالا.
2. ^ أعلن اليويفا يوم 19 فبراير 2014، أنه قرر تغيير مكان اقامة مباراة دينامو كييف ضد فالنسيا من الاستاد الأولمبي، كييف، أوكرانيا، إلى استاد جي إس بي في نيقوسيا، قبرص، وذلك بسبب أعمال شغب يورو ميدان في كييف.[5][6]

## دور الـ16
سبحت القرعة يوم 16 ديسمبر 2013. وتقام مباريات الذهاب في 13 مارس، ومباريات الإياب في 20 مارس 2014.

## الدور ربع النهائي
ستسحب القرعة يوم 21 مارس 2014. وتقام مباريات الذهاب في 3 أبريل، ومباريات الإياب في 10 أبريل 2014.

## الدور نصف النهائي
ستسحب القرعة يوم 11 أبريل 2014. وتقام مباريات الذهاب في 24 أبريل، ومباريات الإياب في 1 مايو 2014.

## النهائي
تقام المباراة النهائية يوم 14 مايو 2014 على استاد يوفنتوس في تورينو، إيطاليا.

## روابط خارجية
- دوري أوروبا (الموقع الرسمي)

قالب:دوري أوروبا